# Wybory do Parlamentu Europejskiego w Wielkiej Brytanii w 1989 roku

Wyniki poszczególnych partii w okręgach:
czerwony Partia Pracy
niebieski Partia Konserwatywna
żółty Szkocka Partia Narodowa

Wybory do Parlamentu Europejskiego w Wielkiej Brytanii odbyły się w 1989 roku po raz trzeci w historii. Głosowanie odbyło się 15 czerwca. W ich wyniku wybrano 81 parlamentarzystów.
Frekwencja wyborcza wyniosła 36,2% uprawnionych do głosowania, co stanowiło 15 827 417 oddanych głosów.

## Wyniki
| Partia                                   | Lider              | Liczba głosów | % głosów | Liczba mandatów |
| ---------------------------------------- | ------------------ | ------------- | -------- | --------------- |
| Partia Pracy                             | Neil Kinnock       | 6 153 640     | 39       | 45              |
| Partia Konserwatywna                     | Margaret Thatcher  | 5 331 077     | 33       | 32              |
| Partia Zielonych Zjednoczonego Królestwa | brak lidera        | 2 292 705     | 14,5     | 0               |
| Liberalni Demokraci                      | Paddy Ashdown      | 986 292       | 6,2      | 0               |
| Szkocka Partia Narodowa                  | Gordon Wilson      | 406 686       | 2,6      | 1               |
| Demokratyczna Partia Unionistyczna       | Ian Paisley        | 160 110       | 1        | 1               |
| Socjaldemokratyczna Partia Pracy         | John Hume          | 136 335       | 0,86     | 1               |
| Ulsterska Partia Unionistyczna           | James Molyneaux    | 118 785       | 0,75     | 1               |
| Plaid Cymru                              | Dafydd Elis-Thomas | 115 062       | 0,7      | 0               |
| Inni                                     | –                  | 126 725       | 0,8      |                 |
| Łącznie                                  | –                  | 15 827 417    | 100      | 81              |